# Хайдари, Азем
Азем Хайдари (алб. Azem Hajdari; 11 марта 1963, Тропоя — 12 сентября 1998, Тирана) — албанский политик, депутат парламента Албании с 1991 по 1998 год.

## Биография
Он происходил из одного из беднейших регионов Албании — Тропои. В 1990 году, будучи студентом факультета философии Тиранского университета, он участвовал в студенческих демонстраций с требованием удаления имени Энвера Ходжи в качестве покровителя университета. На встрече делегации протестующих с тогдашним лидером Коммунистической партии Рамизем Алией Хайдари передал требования протестующих, в том числе восстановление политического плюрализма. В декабре 1990 года он был одним из основателей первой оппозиционной партии — Демократической партии Албании. Он также был одним из ближайших соратников Сали Бериши, который также был родом из Тропои.
В кампании перед первым многопартийными парламентскими выборами в 1991 году он стал известным многим своими высказываниями (в том числе «У нас в стране миллион коммунистов, миллион шпионов и миллион безработных»). Официальная коммунистическая власть в партийной газете Zëri i popullit описала его как психически больного человека. Начиная с 1991 года он был членом парламента, одновременно стал одним из организаторов профсоюзного движения. В 1992–1996 он возглавлял парламентский комитет по вопросам общественного порядка и Национальной службы разведки.
В 1996 году он окончил аспирантуру в области безопасности и обороны в городе Гармиш-Партенкирхен (Германия). С 1995 года он был президентом спортивного клуба Vllaznia Szkodra и председателем албанской Федерации боевых искусств.
18 сентября 1997 года член парламента от Социалистической партии Гафур Мазреку, после спора с Хайдари, выстрелил в него пять раз из пистолета. Хайдари был доставлен в военный госпиталь в тяжёлом состоянии. 12 сентября 1998 года Хайдари был застрелен, когда вышел из офиса Демократической партии в Тиране с двумя охранниками, один из которых был убит (другой был тяжело ранен, но выжил). Трое мужчин, которые ждали в автомобиле, припаркованном неподалеку, были также расстреляны. Смерть Хайдари привела к уличным демонстрациям и нападении сторонников политика на правительственные здания.
Нахождение виновных в смерти Хайдари было затруднено из-за халатности полиции. Албанские СМИ[какие?] предположили, что Хайдари был вовлечён в незаконную торговлю оружием с Косово, и стал жертвой одной из преступных групп, принимавших участие в подобных сделках.

## Личная жизнь и награды
Азем Хайдари был женат, у него было две дочери. После смерти он был удостоен звания почетного гражданина Тираны и ордена Скандербега, а в 2002 году звание Героя Нации (Nderi i Kombit).